# Young Dragon
Young Dragon es una película hongkonesa de acción y drama de 1979, dirigida por Joseph Velasco, que a su vez la escribió junto a Ho Ka Wai y el elenco está compuesto por Danny Au, Gei Ying Chan, Nora Miao y Bolo Yeung, entre otros. Este largometraje fue realizado por Intercontinental Productions y se estrenó el 1 de agosto de 1979.

## Sinopsis
Un maestro de kung-fu, apodado “13 pasos mortales”, tiene que poner en libertad a su novia, quien fue raptada por una organización criminal.